# آی‌ان‌اس ویجیدارگ (کی۷۱)
آی‌ان‌اس ویجیدارگ (کی۷۱) (به انگلیسی: INS Vijaydurg (K71)) یک کشتی بود که طول آن 59 meters بود.